# Władysław Kryzia
Władysław Kryzia (ur. 1942 w Woli Radłowskiej) – językoznawca, slawista, słowenista.

## Życiorys
W 1965 r. ukończył studia slawistyczne na Uniwersytecie Jagiellońskim w Krakowie. Tam też w  1974 r. otrzymał stopień doktora na podstawie pracy Wypowiedzenia bez formy osobowej czasownika w języku rosyjskim i serbsko-chorwackim (na materiale przysłów). Obecnie pracuje w Instytucie Filologii Słowiańskiej Uniwersytetu Śląskiego. Od 1998 r. współpracuje również z Katedrą Slawistyki Południowej Uniwersytetu Łódzkiego. Jego zainteresowania skupiają się wokół słowiańskiego językoznawstwa porównawczego, ze szczególnym uwzględnieniem języków południowosłowiańskich.